# Правило Лёвшина
Правило Лёвшина, также известное как закон зеркальной симметрии — явление приближённой зеркальной симметрии спектров поглощения и люминесценции; закон о связи между этими спектрами и правило расположения линий этих спектров. Правило выведено физиком В. Л. Лёвшиным в 1931 году.

## Формулировка
Правило Лёвшина сводится чаще всего к следующей формулировке:
В любом процессе, где наблюдаются мощные взаимодействия электромагнитных полей, с одинаковой вероятностью могут существовать два симметричных зеркальных перехода. Данные переходы характеризуются тем, что в них скорости электрических полей и частиц имеют противоположные друг от друга направления, но при этом направления спинов частиц и магнитных полей совпадают.
Иначе говоря, электронно-колебательные спектры поглощения и люминисценции молекул зеркально симметричны относительно частоты электронного перехода. Правило выполняется в случае, если колебательные частоты молекул в основном и возбуждённом электронных состояниях одинаковы, а прямые и обратные электронные переходы равновероятны. По отклонениям о правила можно судить об особенностях электронно-колебательного взаимодействия в молекулах.

## Чистота правила
Правило Лёвшина может быть проиллюстрировано графиками спектров поглощения {\displaystyle \varepsilon =f(\nu )} и флуоресценции {\displaystyle {1 \over \nu }=f(\nu )}, которые симметричны относительно некоей вертикальной прямой, проходящей через точку пересечения графиков {\displaystyle \varepsilon _{0}}, для которой верно равенство {\displaystyle \varepsilon _{a}+\varepsilon _{f}=2\varepsilon _{0}}, где {\displaystyle \varepsilon _{a}} и {\displaystyle \varepsilon _{f}} — симметричные частоты поглощения и флуоресценции, а {\displaystyle \varepsilon _{0}} — частота чисто электронного перехода.
Явление зеркальной симметрии фиксируется экспериментально, однако в чистом виде не существует, и полное зеркальное соответствие не наблюдается. Все отклонения связаны с молекулярными и межмолекулярными процессами, в том числе отличиями функций потенциальной энергии в основном и возбуждённом электронных состояниях, перестройкой молекул в возбуждённом состоянии, проявляющемся в возбуждённом состоянии влиянии растворителя, а также с разной частотной зависимостью интенсивности постоянного процесса испускания и вынужденного процесса поглощения. Также она наблюдается только в случае сложных молекул, а не простых.